# Вурнарский район
Вурна́рский район (чув. Вăрнар районĕ) — административно-территориальная единица в Чувашской Республике России. В  границах района образован одноимённый муниципальный округ (в 2004-2022 гг. —  муниципальный район).
Административный центр — посёлок городского типа Вурнары.

## География
Район расположен в центральной части Чувашской Республики. Площадь — 1 012,6 км², протяжённость в широтном и меридиональном направлениях 35 км. Граничит на севере с Аликовским и Красноармейским, на востоке с Канашским, на юге с Ибресинским, на западе с Шумерлинским районами.
По территории района проходят железная дорога, соединяющая города: Москва (628 км), Казань (166 км), Чебоксары (145 км) и автомагистраль республиканского значения.

## История
В 1896 году несколькими верующими женщинами на территории ныне действующего Вурнарского сельскохозяйственного техникума была образована монашеская община, которая в честь матушки Александры, жены тогдашнего государя, была названа Александрийской женской общиной. Через год была открыта церковь, а в 1901 году община была преобразована в женский монастырь.
Вместе со всем обслуживающим персоналом в монастыре в то время проживало более 125 человек. Это было первое известное жилое поселение в границах нынешней территории посёлка.
Новый этап в развитие поселения начался в 1917 году с введением в эксплуатацию участка Арзамас — Шихраны(ныне Канаш) железной дороги Москва — Казань. Железнодорожная линия прошла и по нынешней территории посёлка. На расстоянии 628 км от Москвы и в двух километрах западнее Александрийского женского монастыря была построена новая станция Вурнары. Своё название она получила от небольшой речки Вурнарка, протекающей рядом.
5 сентября 1927 года, согласно принятому Президиумом ВЦИК постановлению «О районировании Чувашской АССР», в Чувашии было образовано 17 районов, вместо 4 уездов и 55 волостей. В числе районов был образован и Вурнарский, центром которого стала станция Вурнары.
26 октября 1938 г. — указом Президиума Верховного Совета РСФСР станция Вурнары была преобразована в рабочий поселок, что явилось важным фактором для дальнейшего развития района.
2 ноября 1956 года к Вурнарскому району были присоединены части территорий упразднённых Калининского и Шихазановского районов.
Законом Чувашской Республики от 29.03.2022 № 17 Вурнарский муниципальный район, включая все поселения, был преобразован в Вурнарский муниципальный округ.

## Население
| 1939    | 1959    | 1970    | 1979    | 1989    | 1993    | 1997    | 2001    | 2002    |
| ------- | ------- | ------- | ------- | ------- | ------- | ------- | ------- | ------- |
| 35 825  | ↗60 030 | ↘59 192 | ↘52 448 | ↘44 864 | ↗44 900 | ↘31 000 | ↗43 600 | ↘41 417 |
| 2005    | 2009    | 2010    | 2011    | 2012    | 2013    | 2014    | 2015    | 2016    |
| ↘40 700 | ↘39 439 | ↘35 850 | ↘35 653 | ↘34 764 | ↘34 161 | ↘33 606 | ↘33 155 | ↘32 773 |
| 2017    | 2018    | 2019    | 2020    | 2021    |         |         |         |         |
| ↘32 221 | ↘31 737 | ↘31 105 | ↘30 617 | ↘29 450 |         |         |         |         |

### Национальный состав
По данным переписи населения 2010 года национальный состав района достаточно однороден, большинство населения — чуваши, русские проживают в пгт Вурнары и в сёлах Кольцовка, Буртасы и Калинино.
| Национальность | Число указавших национальность и доля от населения района |
| -------------- | --------------------------------------------------------- |
| Чуваши         | 90,28 % (32 365)                                          |
| Русские        | 8,04 % (2 883)                                            |
| Татары         | 0,45 % (160)                                              |

## Территориальное устройство
В рамках административно-территориального устройства, район делится на 19 административно-территориальных единиц — 1 городское и 18 сельских поселений.
В рамках организации местного самоуправления с 2004 до 2022 гг. муниципальный район включал 19 муниципальных образований, в том числе 1 городское и 18 сельских поселений, которые к 1 января 2023 года были упразднены и объединены в единый муниципальный округ.
| №  | Поселение                           | Административный центр  | Количество населённых пунктов | Население (чел.) | Площадь (км²) |
| -- | ----------------------------------- | ----------------------- | ----------------------------- | ---------------- | ------------- |
| 1  | Вурнарское городское поселение      | пгт Вурнары             | 1                             | ↗10 522          | 78,32         |
| 2  | Азимсирминское сельское поселение   | деревня Азим-Сирма      | 11                            | ↘1524            | 45,86         |
| 3  | Алгазинское сельское поселение      | деревня Алгазино        | 6                             | ↘1224            | 40,94         |
| 4  | Апнерское сельское поселение        | село Абызово            | 4                             | ↘1459            | 31,79         |
| 5  | Большеторханское сельское поселение | деревня Большие Торханы | 8                             | ↘814             | 39,00         |
| 6  | Большеяушское сельское поселение    | деревня Большие Яуши    | 4                             | ↘739             | 32,85         |
| 7  | Буртасинское сельское поселение     | деревня Буртасы         | 6                             | ↘1188            | 156,60        |
| 8  | Вурманкасинское сельское поселение  | деревня Вурманкасы      | 3                             | ↘1051            | 44,39         |
| 9  | Ермошкинское сельское поселение     | деревня Ермошкино       | 8                             | ↘1037            | 51,03         |
| 10 | Ершипосинское сельское поселение    | деревня Ершипоси        | 6                             | ↘1419            | 123,06        |
| 11 | Калининское сельское поселение      | село Калинино           | 8                             | ↘2529            | 52,55         |
| 12 | Кольцовское сельское поселение      | деревня Кольцовка       | 5                             | ↘592             | 48,02         |
| 13 | Малояушское сельское поселение      | село Малые Яуши         | 8                             | ↘1231            | 56,86         |
| 14 | Ойкас-Кибекское сельское поселение  | деревня Ойкас-Кибеки    | 6                             | ↘776             | 41,85         |
| 15 | Санарпосинское сельское поселение   | деревня Санарпоси       | 2                             | ↘796             | 21,38         |
| 16 | Сявалкасинское сельское поселение   | деревня Сявалкасы       | 4                             | ↘596             | 26,22         |
| 17 | Хирпосинское сельское поселение     | деревня Хирпоси         | 5                             | ↘1061            | 46,22         |
| 18 | Шинерское сельское поселение        | деревня Шинеры          | 4                             | ↘936             | 44,72         |
| 19 | Янгорчинское сельское поселение     | село Янгорчино          | 3                             | ↘1168            | 30,93         |

## Населённые пункты
В Вурнарском районе (муниципальном округе) расположено 102 населённых пункта:
| №   | Населённый пункт  | Тип     | Население | Поселение                           |
| --- | ----------------- | ------- | --------- | ----------------------------------- |
| 1   | Абызово           | село    | ↗599      | Апнерское сельское поселение        |
| 2   | Авруй             | деревня | →5        | Ершипосинское сельское поселение    |
| 3   | Авыр-Сирмы        | деревня | ↗124      | Азимсирминское сельское поселение   |
| 4   | Азим-Сирма        | деревня | ↗429      | Азимсирминское сельское поселение   |
| 5   | Айгиши            | деревня | ↗238      | Алгазинское сельское поселение      |
| 6   | Алгазино          | деревня | ↗432      | Алгазинское сельское поселение      |
| 7   | Альменево         | село    | ↗225      | Ермошкинское сельское поселение     |
| 8   | Альмень-Сунары    | деревня | ↗247      | Большеторханское сельское поселение |
| 9   | Анаткас-Абызово   | деревня | ↗316      | Апнерское сельское поселение        |
| 10  | Апнерка           | разъезд | 2         | Хирпосинское сельское поселение     |
| 11  | Апнеры            | деревня | ↗660      | Апнерское сельское поселение        |
| 12  | Артеменькино      | село    | ↗53       | Большеторханское сельское поселение |
| 13  | Большие Торханы   | деревня | ↗234      | Большеторханское сельское поселение |
| 14  | Большие Хирлепы   | деревня | ↗228      | Азимсирминское сельское поселение   |
| 15  | Большие Яуши      | деревня | ↗628      | Большеяушское сельское поселение    |
| 16  | Булатово          | деревня | ↗195      | Кольцовское сельское поселение      |
| 17  | Буртасы           | деревня | ↗1275     | Буртасинское сельское поселение     |
| 18  | Волонтер          | деревня | ↗79       | Буртасинское сельское поселение     |
| 19  | Вурманкасы        | деревня | ↗589      | Вурманкасинское сельское поселение  |
| 20  | Вурман-Кибеки     | деревня | ↗276      | Ойкас-Кибекское сельское поселение  |
| 21  | Вурнары           | пгт     | ↗10 522   | Вурнарское городское поселение      |
| 22  | Елабыш            | деревня | →12       | Сявалкасинское сельское поселение   |
| 23  | Ермошкино         | деревня | ↗429      | Ермошкинское сельское поселение     |
| 24  | Ершипоси          | деревня | ↗574      | Ершипосинское сельское поселение    |
| 25  | Зеленовка         | деревня | →0        | Кольцовское сельское поселение      |
| 26  | Илдымкасы         | деревня | ↗80       | Азимсирминское сельское поселение   |
| 27  | Ишлей             | деревня | ↘88       | Шинерское сельское поселение        |
| 28  | Кадыши            | деревня | ↗154      | Вурманкасинское сельское поселение  |
| 29  | Калинино          | село    | ↗1548     | Калининское сельское поселение      |
| 30  | Киберли           | деревня | ↗60       | Буртасинское сельское поселение     |
| 31  | Кивсерт-Мурат     | деревня | ↗108      | Ермошкинское сельское поселение     |
| 32  | Кивсерт-Янишево   | деревня | ↗142      | Ойкас-Кибекское сельское поселение  |
| 33  | Кивьялы           | деревня | ↗159      | Калининское сельское поселение      |
| 34  | Кожар-Яндоба      | деревня | ↗250      | Ермошкинское сельское поселение     |
| 35  | Кожиково          | деревня | ↗62       | Большеторханское сельское поселение |
| 36  | Кольцовка         | деревня | ↗396      | Кольцовское сельское поселение      |
| 37  | Кошлоуши          | село    | ↗112      | Ершипосинское сельское поселение    |
| 38  | Кукшум            | село    | ↗335      | Алгазинское сельское поселение      |
| 39  | Кумаши            | деревня | ↗248      | Большеторханское сельское поселение |
| 40  | Кумбалы           | деревня | ↗248      | Азимсирминское сельское поселение   |
| 41  | Кюльхири          | деревня | ↗630      | Калининское сельское поселение      |
| 42  | Кюмель-Ямаши      | деревня | ↗369      | Малояушское сельское поселение      |
| 43  | Кюстюмеры         | деревня | ↘524      | Ершипосинское сельское поселение    |
| 44  | Лесные Шигали     | деревня | ↘14       | Буртасинское сельское поселение     |
| 45  | Малдыкасы         | деревня | ↗254      | Азимсирминское сельское поселение   |
| 46  | Малды-Кукшум      | деревня | ↘95       | Алгазинское сельское поселение      |
| 47  | Малые Яуши        | село    | ↗343      | Малояушское сельское поселение      |
| 48  | Мамалаево         | деревня | ↗239      | Кольцовское сельское поселение      |
| 49  | Мачамуши          | деревня | ↗157      | Калининское сельское поселение      |
| 50  | Мулакасы          | деревня | ↗114      | Малояушское сельское поселение      |
| 51  | Мунъялы           | деревня | ↗130      | Ермошкинское сельское поселение     |
| 52  | Напольное Тугаево | деревня | ↗267      | Янгорчинское сельское поселение     |
| 53  | Новые Яхакасы     | деревня | ↗642      | Санарпосинское сельское поселение   |
| 54  | Одиково           | деревня | ↘384      | Ершипосинское сельское поселение    |
| 55  | Ойкас-Кибеки      | деревня | ↗436      | Ойкас-Кибекское сельское поселение  |
| 56  | Ойкасы            | деревня | ↗131      | Азимсирминское сельское поселение   |
| 57  | Ойкас-Яндоба      | деревня | ↗199      | Ермошкинское сельское поселение     |
| 58  | Ойкас-Яуши        | деревня | ↗328      | Большеяушское сельское поселение    |
| 59  | Орауши            | село    | ↗641      | Хирпосинское сельское поселение     |
| 60  | Ослаба            | деревня | ↗254      | Калининское сельское поселение      |
| 61  | Отары             | деревня | ↗108      | Хирпосинское сельское поселение     |
| 62  | Пайки             | деревня | ↗76       | Азимсирминское сельское поселение   |
| 63  | Пинер-Айгиши      | деревня | ↗42       | Буртасинское сельское поселение     |
| 64  | Пуканкасы         | деревня | ↗274      | Ермошкинское сельское поселение     |
| 65  | Рунги             | деревня | ↗229      | Хирпосинское сельское поселение     |
| 66  | Санарпоси         | деревня | ↗472      | Санарпосинское сельское поселение   |
| 67  | Сендимиркино      | деревня | ↗620      | Вурманкасинское сельское поселение  |
| 68  | Синь-Алдыши       | деревня | ↗163      | Малояушское сельское поселение      |
| 69  | Синь-Сурьял       | деревня | ↗116      | Ойкас-Кибекское сельское поселение  |
| 70  | Синьялы           | деревня | ↗236      | Калининское сельское поселение      |
| 71  | Синьял-Яуши       | деревня | ↗234      | Большеяушское сельское поселение    |
| 72  | Старые Шорданы    | деревня | ↗212      | Малояушское сельское поселение      |
| 73  | Старые Яхакасы    | деревня | ↗425      | Апнерское сельское поселение        |
| 74  | Сугут-Торбиково   | деревня | ↗273      | Сявалкасинское сельское поселение   |
| 75  | Сявалкас-Хирпоси  | деревня | ↗143      | Кольцовское сельское поселение      |
| 76  | Сявалкасы         | деревня | ↘382      | Сявалкасинское сельское поселение   |
| 77  | Талхир            | деревня | ↗3        | Большеяушское сельское поселение    |
| 78  | Тимерчкасы        | деревня | ↘127      | Малояушское сельское поселение      |
| 79  | Троицкое          | деревня | ↘119      | Малояушское сельское поселение      |
| 80  | Тувалькино        | деревня | ↗167      | Азимсирминское сельское поселение   |
| 81  | Тузи-Мурат        | деревня | ↗156      | Сявалкасинское сельское поселение   |
| 82  | Тузи-Сярмус       | деревня | ↘331      | Малояушское сельское поселение      |
| 83  | Тюлюкасы          | деревня | ↗54       | Большеторханское сельское поселение |
| 84  | Тюмбеки           | деревня | ↗122      | Большеторханское сельское поселение |
| 85  | Усландыр-Янишево  | деревня | ↗125      | Ойкас-Кибекское сельское поселение  |
| 86  | Хирпоси           | деревня | ↗638      | Хирпосинское сельское поселение     |
| 87  | Хорапыр           | деревня | ↗128      | Ермошкинское сельское поселение     |
| 88  | Хора-Сирма        | деревня | ↘146      | Ершипосинское сельское поселение    |
| 89  | Хорнзор           | деревня | ↗762      | Янгорчинское сельское поселение     |
| 90  | Хорн-Кукшум       | деревня | ↗159      | Алгазинское сельское поселение      |
| 91  | Хумуши            | деревня | ↗264      | Калининское сельское поселение      |
| 92  | Чалым-Кукшум      | деревня | ↘312      | Алгазинское сельское поселение      |
| 93  | Чаркли            | разъезд | ↗193      | Буртасинское сельское поселение     |
| 94  | Чириш-Шинеры      | деревня | ↗417      | Шинерское сельское поселение        |
| 95  | Чиршкас-Мураты    | деревня | ↗315      | Большеторханское сельское поселение |
| 96  | Чирш-Хирлепы      | деревня | ↗108      | Азимсирминское сельское поселение   |
| 97  | Шинеры            | деревня | ↘477      | Шинерское сельское поселение        |
| 98  | Шоркасы           | деревня | ↗161      | Шинерское сельское поселение        |
| 99  | Эпшики            | деревня | ↗194      | Азимсирминское сельское поселение   |
| 100 | Ямбахтино         | деревня | ↗399      | Калининское сельское поселение      |
| 101 | Янгорчино         | село    | ↗855      | Янгорчинское сельское поселение     |
| 102 | Янишево           | село    | ↗225      | Ойкас-Кибекское сельское поселение  |

## Природа
Вурнарский район находится в пределах Чувашского плато. Северо-восточная часть района холмистая, расчленённая небольшими реками и оврагами на ряд пологих увалов; юго-западная часть представлена холмистой равниной водноледникового происхождения. Полезными ископаемыми район небогат, имеются три месторождения глин, эксплуатируемые Вурнарским кирпичным заводом.
Климат умеренно континентальный. Средняя температура января −12,9 °C, июля — +18,3 °C, абсолютный минимум достигал −44 °C, максимум 39,7 °C. За год выпадает 552 мм осадков.
Реки района небольшие. В северо-восточной части района на протяжении 43 км протекает Большой Цивиль с небольшими притоками, в юго-восточной части — Малый Цивиль на протяжении 28 км.
Почвы района разнообразные. На северо-востоке района расположены тёмно-серые лесные (25 % площади района), на западе и в центре — типичносерые лесные в сочетании со светло-серыми лесными почвами. По долинам рек Малого и Большого Цивилей встречаются дерново-среднеподзольные (10 %) и болотные; на юго-западе — песчаные почвы. На большей части территории района леса носят островной характер, на юго-западе встречаются более крупные лесные массивы. До 67 % лесов представлено дубравами с примесью ильма, липы, клёна, имеются липовые и берёзовые леса, на юге — смешанные хвойно-лиственные леса. Но основная территория района занята сельскохозяйственными землями.

## Экономика
Вурнарский район — аграрно-промышленный. В нём действует около двух десятков промышленных предприятий, половина которых размещена в Вурнарах. Крупнейшие предприятия — химический завод, маслозавод и мясокомбинат. В посёлке и в сельских поселениях осуществляется ремонт сельхозтехники и машин, а также перерабатывается сельскохозяйственная продукция.
Сельское хозяйство в районе — основная отрасль, к сельскохозяйственным угодьям относится 61,9 тыс. га. В общем объёме валовой продукции сельскохозяйственная продукция растениеводства составляет 57 %: выращивается зерно, картофель, овощи. Животноводство специализируется на мясо-молочном скотоводстве, развито также свиноводство, овцеводство, коневодство, пчеловодство.
В целом объём производства промышленной продукции и услуг промышленного характера за 2007 год в районе составляет в действующих ценах на сумму 3264,4 тыс. рублей. Объём отгруженной продукции собственного производства, выполнение работ и услуг собственными силами за 2007 год составляет 2413,3 млн рублей. В отраслевой структуре выпуска продукции наибольший удельный вес занимает продукция химической промышленности 78 %. Это филиал ЗАО фирма «Август» и ОАО «Вурнарский завод смесевых препаратов», ими выпущено продукции на 2545,9 млн рублей.
Предприятия перерабатывающей промышленности в общем объёме производства по району занимают 15,8 %. Это ОАО «Вурнарский мясокомбинат» и ОАО «Вурнарский завод сухого и обезжиренного молока». Ими выпущено продукции на 515,7 млн рублей.

### Вурнарский мясокомбинат
«Вурнарский мясокомбинат» — один из крупнейших агрохолдингов чувашской республики; работает исключительно на местном сырьё. Имеет три свинокомплекса, в Вурнарском, Ибресинском, Красноармейском районах. АО «Вурнарский мясокомбинат» — предприятие, известное не только в Чувашии, но и за пределами своего региона. В 2007 году мясокомбинат отметил свой полувековой юбилей.
Вурнарский мясокомбинат был образован 24 октября 1957 года путём преобразования Вурнарского убойного пункта в мясокомбинат в связи с увеличением объёмов производства и пуском в эксплуатацию мясоперерабатывающего цеха.
В настоящее время АО «Вурнарский мясокомбинат» — это современный агрохолдинг. Предприятие занимается не только переработкой скота, выработкой мяса, производством колбасных и деликатесных продуктов, мясных консервов и полуфабрикатов, но и имеет свои животноводческие комплексы: 3 свинокомплекса и 1 комплекс крупного рогатого скота, сельскохозяйственные земли для производства зерна, кормов и возделывания картофеля. В составе АО «Вурнарский мясокомбинат» имеется фирменная сеть «Санар», насчитывающая более 80 торговых точек в городах и райцентрах Чувашской Республики. Мясокомбинат располагает парком специализированного транспорта для доставки продукции собственного производства как по Чувашии так и по России в целом.

## Транспорт
На территории района функционируют железнодорожный и автомобильный виды транспорта. Протяжённость железной дороги «Москва —Казань», проходящей по району, составляет 28 км; автомобильных дорог — 170 км, в том числе с твёрдым покрытием — 167 км. Основные автомагистрали «Чебоксары—Вурнары—Ибреси»; «Шумерля—Калинино—Шихазаны».